# Euctenizidae
Famille
Les euctenizidae sont une famille d'araignées mygalomorphes.

## Distribution
Les espèces de cette famille se rencontrent  en Amérique du Nord et aux Antilles.

## Paléontologie
Cette famille n'est pas connue à l'état fossile.

## Taxonomie
Cette famille rassemble 77 espèces dans huit genres.

## Liste des genres
Selon World Spider Catalog (version 21.5, 19/10/2020) :
- Apomastus Bond & Opell, 2002
- Aptostichus Simon, 1891
- Cryptocteniza Bond & Hamilton, 2020
- Entychides Simon, 1888
- Eucteniza Ausserer, 1875
- Myrmekiaphila Atkinson, 1886
- Neoapachella Bond & Opell, 2002
- Promyrmekiaphila Schenkel, 1950

## Taxinomie
Les Euctenizinae ont été élevés au rang de famille par Bond et Hedin en 2012.

## Publication originale
- Raven, 1985 : « The spider infraorder Mygalomorphae (Araneae): cladistics and systematics. » Bulletin of the American Museum of Natural History, vol. 182, no 1, p. 1-180 (texte intégral).